# Sylvia Mathews Burwell
Sylvia Mathews Burwell (ur. 23 czerwca 1965 w Hinton, West Virginia) – amerykańska polityk. Od 24 kwietnia 2013 do 9 czerwca 2014 dyrektor biura Zarządzania i Budżetu, zaś od 9 czerwca 2014 do 20 stycznia 2017 sekretarz Zdrowia Stanów Zjednoczonych w gabinecie Baracka Obamy.
3 marca 2013 r. Prezydent Barack Obama mianował Marhws Burwell na szefa Białego Domu ds. Zarządzania i Budżetu. 24 marca 2013 Senat Stanów Zjednoczonych zatwierdził jej nominację i tego dnia została zaprzysiężona.
11 kwietnia 2014 prezydent Barack Obama mianował ją na nowego sekretarz Zdrowia Stanów Zjednoczonych po ogłoszeniu rezygnacji przez Kathleen Sebelius. Jej nominacja została zatwierdzona przez Senat 5 czerwca 2014 i 9 czerwca 2014 została zaprzysiężona na 22. sekretarza Zdrowia Stanów Zjednoczonych.